# جزيرة رايا
جزيرة رايا وهي جزيرة من جزر إندونيسيا، وتقع في المحيط الهندي في إقليم آتشيه.